# Roissy-en-France
Roissy-en-France – miejscowość i gmina we Francji, w regionie Île-de-France, w departamencie Dolina Oise.
Według danych na rok 1990 gminę zamieszkiwały 2054 osoby, a gęstość zaludnienia wynosiła 146 osób/km² (wśród 1287 gmin regionu Île-de-France Roissy-en-France plasuje się na 479. miejscu pod względem liczby ludności, natomiast pod względem powierzchni na miejscu 190.).
Na terenie gminy znajduje się port lotniczy Paryż-Roissy-Charles de Gaulle.

## Współpraca
- Hamm (Sieg), Niemcy